# A Bathing Ape

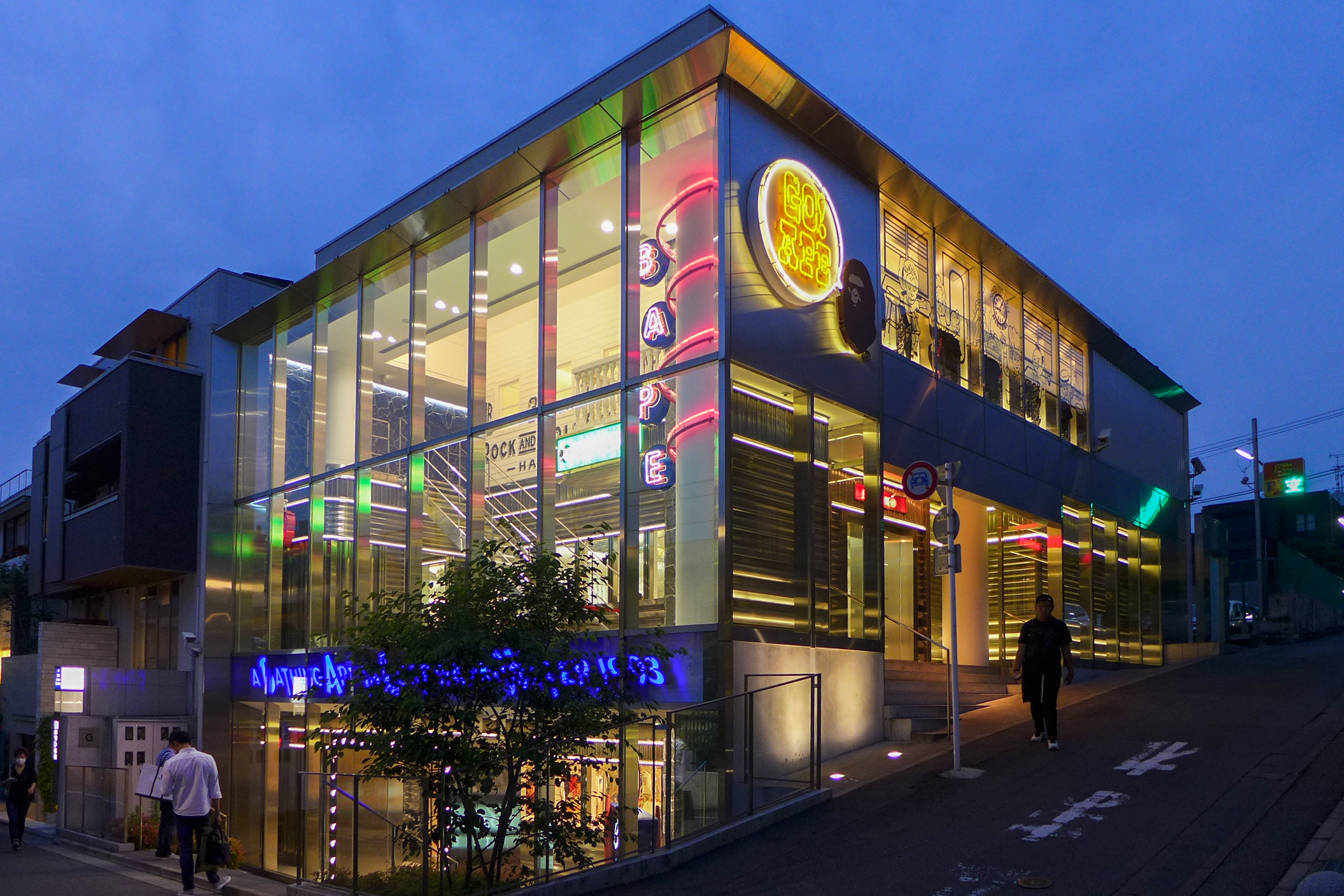
Sklep Bape w Harajuku

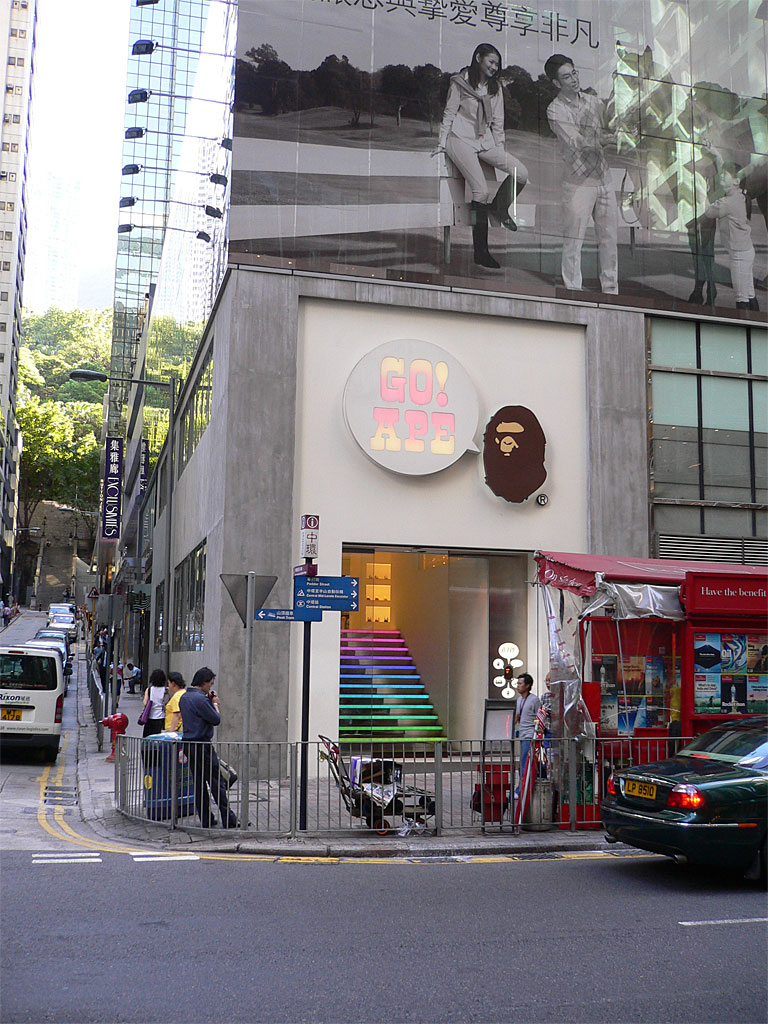
Sklep Bape w Hongkongu

A Bathing Ape (lub BAPE) – japońska marka odzieżowa założona przez Nigo (Tomoaki Nagao) w Ura-Harajuku w 1993 roku. Marka specjalizuje się w tworzeniu odzieży codziennej i ulicznej dla mężczyzn, kobiet i dzieci, posiada 19 sklepów w Japonii, w tym Bape Stores, Bape Pirate Stores, Bape Kids Stores, Bapexclusive Aoyama i Bapexclusive Kyoto. W sklepie Kioto znajduje się również Galeria Bape, wykorzystywana jest do różnych wydarzeń i pokazów sztuki sponsorowanych przez Bape. Marka posiada również sklepy zlokalizowane w Hongkongu, Tajpej, Pekinie, Szanghaju, Kantonie, Chengdu, Qingdao, Shenyang, Seulu, Singapurze, Nowym Jorku, Londynie, Paryżu, Miami i Los Angeles.
Wcześniej firma prowadziła (Busy Work Shop), salon fryzjerski Bape Cuts, Bape Cafe, BABY MILO i The cay Soldier. Nigo założył również drugorzędne linie AAPE (skrót od A Bathing Ape) i BAPY (skrót od Busy Working Lady). W 2011 roku firma została sprzedana konglomeratowi modowemu I.T Group z Hongkongu za około 2,8 miliona dolarów. Nigo opuścił markę w 2013 roku.